# 行政警察活動
行政警察活動（ぎょうせいけいさつかつどう）とは、警察のうち個人の権利や自由の保護を含む公共の安全及び秩序の維持回復を内容とする活動の総称。対義語は、司法警察活動。

## 概説
行政警察活動の中心は犯罪の予防（防犯）と鎮圧である。これに対して司法警察活動は犯罪の訴追もしくは処罰の準備のための捜査活動を内容としている。
その違いは、紙一重である。例えば、パトロールの最中に不審な人物に職務質問したところ、覚醒剤の所持を確認して現行犯逮捕する、といったように初めに行政警察活動だったのが途中から司法警察活動となるケースもある。
そのため、司法警察活動や行政警察活動の区分そのものが無意味とする説も有力である。

## 歴史

### 大陸法系の手続

#### フランス
フランスでは権力分立の理念のもと1795年の法典で警察作用は行政警察と司法警察に区分された。フランスでは1808年の治罪法制定により法律上の区分は廃止されたが、理論上は区分が維持され、1951年の判例さらにフランス刑事訴訟法に継承された。
行政警察と司法警察の区分は制度上も重要であり、裁判管轄上、違法な手続に対する救済手段は、行政警察上のものは行政裁判所、司法警察上のものは司法裁判所に出訴することになる。

#### 日本
第二次世界大戦前の日本の警察制度では警察は広範な権限を有する内務省の管轄下にあって行政警察は警察固有の権限とされていた。戦前の警察制度では公共の安全と秩序の維持という目的のもと警察固有の保安警察のほか狭義の行政警察（交通・公衆衛生・食品・医薬品・経済・労働分野等の活動）も含められた。一方、警察の司法警察活動についてはあくまでも検事の補助者としての地位しかなかった。
戦後の警察制度では保安と交通分野だけを警察の権限に残し、他分野の規制や取り締まりは第一次的には各行政機関が担うことになった。また、警察法2条1項により警察官の捜査権限が行政警察と並んで規定されており、警察官は第一次捜査機関たる「司法警察職員」という位置づけとなった。そのため行政警察と司法警察の区分の実益について議論がある。

### 英米法系の手続
英米法の諸国には司法警察と行政警察という観念は存在しない。